# Arctia pseudopunctata
Arctia pseudopunctata är en fjärilsart som beskrevs av Statt. 1934. Arctia pseudopunctata ingår i släktet Arctia och familjen björnspinnare. Inga underarter finns listade i Catalogue of Life.